# Jake Paltrow
Jake Paltrow (nascut el 26 de setembre de 1975) és un director de cinema, guionista i actor nord-americà. Procedent d'una família d'actors, és el germà petit de Gwyneth Paltrow i el fill de Bruce Paltrow i Blythe Danner.

## Vida personal
Paltrow és fill del productor i director Bruce Paltrow i de l'actriu Blythe Danner.
El seu pare és jueu i va fer la Bar Mitzvah.
El 1999, Paltrow va conèixer la fotògrafa i artista Taryn Simon, amb qui es va casar el 2010; tenen dos fills junts.

## Carrera
La feina més destacada de Paltrow va ser dirigir alguns episodis de NYPD Blue, com ara: Andy Appleseed (2003), Brothers Under Arms (2000) i Big Bang Theory (1999), seguint els passos del seu pare com a director de televisió.
L'any 2006, va debutar com a director de cinema amb la pel·lícula The Good Night, que va protagonitzar la seva germana Gwyneth. La pel·lícula es va estrenar al Festival de Cinema de Sundance de 2007. Paltrow ha produït curtmetratges sobre actors per al New York Times. El 2014, va escriure, dirigir i produir el distòpic western de ciència-ficció Young Ones, que li va valer el premi al millor guió al XLVII Festival Internacional de Cinema Fantàstic de Catalunya.

## Filmografia
| Any  | Títol          | Director | Guionista | Productor | Notes                                   |
| ---- | -------------- | -------- | --------- | --------- | --------------------------------------- |
| 2007 | The Good Night | Sí       | Sí        | No        |                                         |
| 2010 | Greenberg      | No       | No        | No        | apareix com a Johno                     |
| 2014 | Young Ones     | Sí       | Sí        | Sí        |                                         |
| 2015 | De Palma       | Sí       | No        | No        | Documental Co-dirigida mb Noah Baumbach |
| 2022 | June Zero      | Sí       | Sí        | No        |                                         |

| Any       | Títol            | Director | Guionista | Notes        |
| --------- | ---------------- | -------- | --------- | ------------ |
| 1997–2004 | NYPD Blue        | Sí       | No        | Deu episodis |
| 2013–2014 | Boardwalk Empire | Sí       | No        | Dos episodis |